# Tapinocephalus
Tapinocephalus es un género extinto de terápsidos dinocéfalos ("reptiles" mamiferoides) que vivió en el Pérmico, hace 270 millones de años en lo que hoy es Sudáfrica.

## Descripción
Era de complexión robusta y gran tamaño, era un herbívoro de movimientos lentos similar al Moschops, que convivió con él en la misma región. Al igual que otros miembros de su familia, poseía un cráneo macizo característico.

## Función del cráneo
Nadie conoce con certeza la función del cráneo, pero algunos científicos creen que empleaba la cabeza como un ariete para embestir; quizás los adultos combatían a cabezazos para decidir quién era el miembro más fuerte del grupo.